# Disperis capensis
Disperis capensis är en orkidéart som först beskrevs av Carl von Linné, och fick sitt nu gällande namn av Olof Swartz. Disperis capensis ingår i släktet Disperis och familjen orkidéer.

## Underarter
Arten delas in i följande underarter:
- D. c. brevicaudata
- D. c. capensis

## Bildgalleri

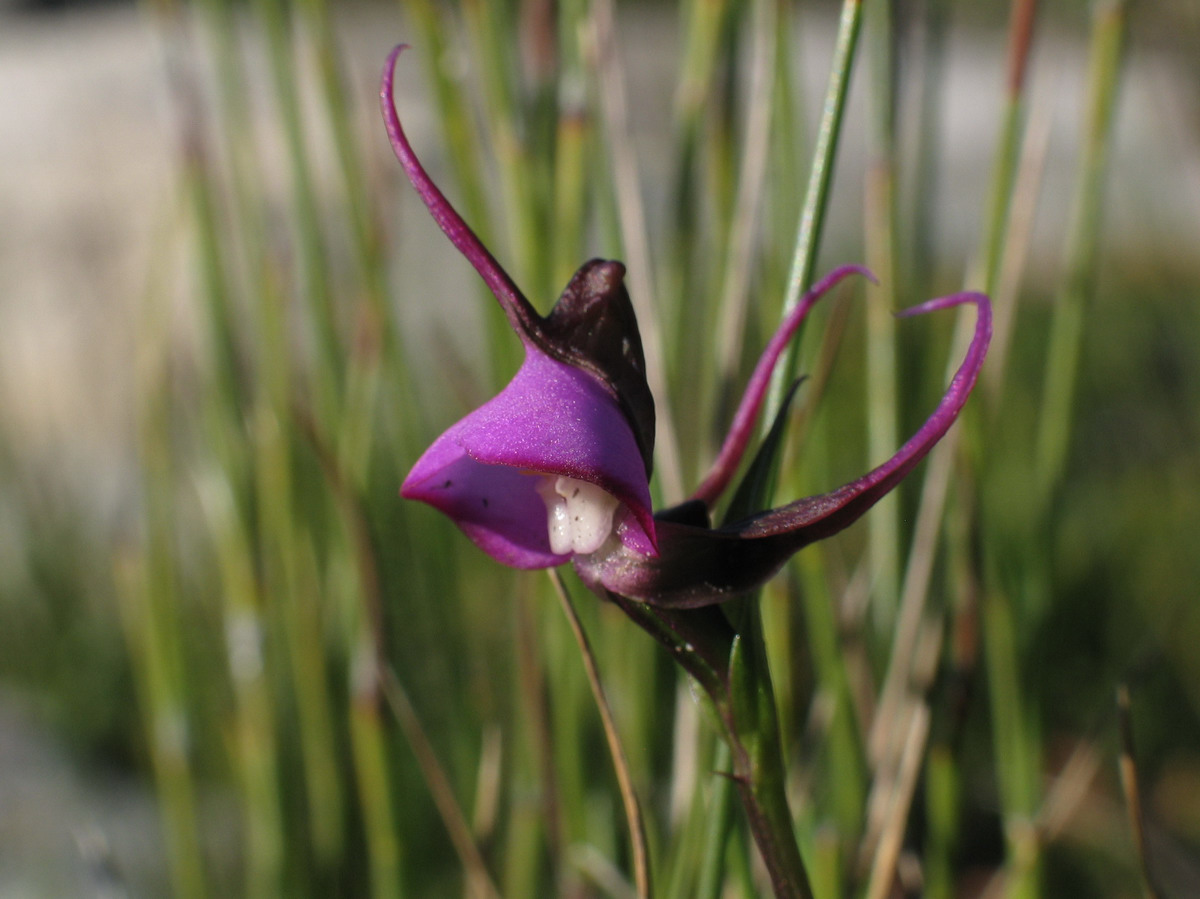
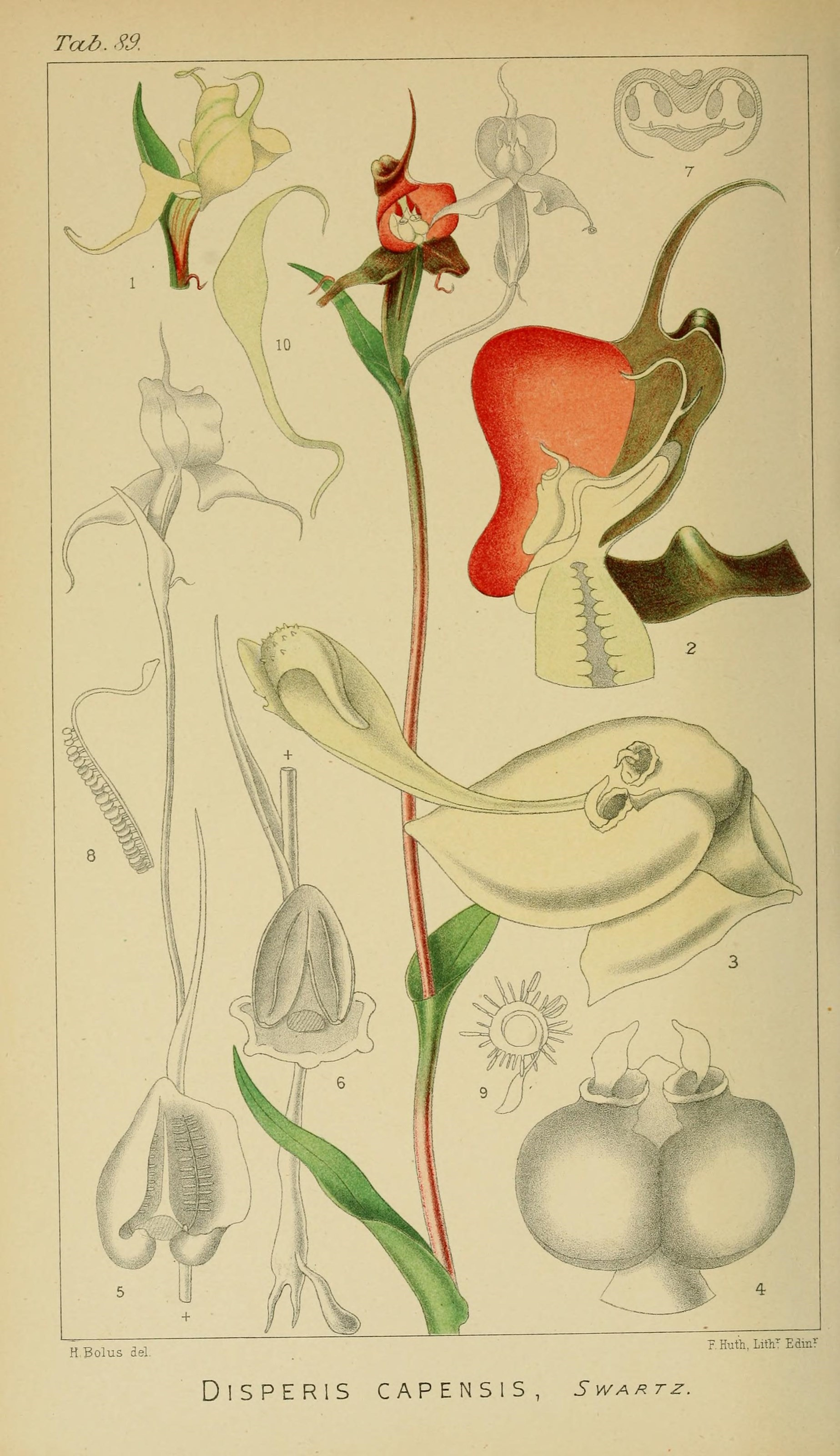